# عامل یونان‌اف
عامل یونان‌اف (انگلیسی: Amil Yunanov؛ زادهٔ ۶ ژانویهٔ ۱۹۹۳) بازیکن فوتبال اهل جمهوری آذربایجان است.
از باشگاه‌هایی که در آن بازی کرده‌است می‌توان به باشگاه فوتبال قبله و باشگاه فوتبال سومقاییت اشاره کرد.
وی همچنین در تیم‌های ملی فوتبال زیر ۱۹ سال جمهوری آذربایجان و جمهوری آذربایجان بازی کرده‌است.